# Super 8 1/2
Pour plus de détails, voir Fiche technique et Distribution.
Super 8 1/2 est un film canadien réalisé par Bruce LaBruce, sorti en 1994.
Il s'agit d'un film semi-autobiographique. Son titre faire référence au film 8 1/2 de Federico Fellini.

## Synopsis
Un acteur de films pornographiques voit l'occasion de faire son come-back grâce à une réalisatrice de documentaire. Mais celle-ci s'intéresse surtout à lui pour lever des fonds.

## Fiche technique
- Titre : Super 8 1/2
- Réalisation : Bruce LaBruce
- Scénario : Bruce LaBruce
- Photographie : Donna Mobbs
- Montage : Manse James et Robert Kennedy
- Production : Jürgen Brüning et Bruce LaBruce
- Société de production : Gaytown Productions, Jürgen Brüning Filmproduktion et Strand
- Société de distribution : Star Production (France)
- Pays :  Canada,  Allemagne et  États-Unis
- Genre : Drame
- Durée : 99 minutes
- Dates de sortie : 
  -  Canada : septembre 1994 (festival international du film de Toronto)
  -  France : 9 septembre 1998

## Distribution
- Bruce LaBruce : Bruce / Butt Double
- Stacy Friedrich : Googie / Jane Friday
- Mikey Mike : Johnny Eczema
- Klaus von Buecker : Pierce
- Christeen Martin : Wednesday Friday
- Kate Ashley : Honey Velour
- Scott Thompson : Buddy Cole

## Distinctions
Le film a été présenté en avant-première au festival international du film de Toronto 1994 et a été présenté en séance de minuit au festival du film de Sundance 1994.